# 뛰는 놈 위에 나는 놈
"뛰는 놈 위에 나는 놈"은 1963년 공개된 대한민국의 영화이다.

## 배역
- 박노식
- 조미령
- 방성자
- 김희갑